# Saint-Genès-de-Fronsac
Saint-Genès-de-Fronsac è un comune francese di 719 abitanti situato nel dipartimento della Gironda nella regione della Nuova Aquitania.

## Società

### Evoluzione demografica
Abitanti censiti